# Риджуэй, Уильям
Сэр Уильям Риджуэй (англ. Sir William Ridgeway; 6 августа 1858 — 12 августа 1926) — британский историк-антиковед, диснеевский профессор археологии Кембриджского университета (должность, финансируемая грантом Джона Диснея; 1851).

## Биография
Обучался в Портарлингтон школе и в Колледже Троицы, после этого — в Питерхаусе и Колледже Гонвилла и Киза Кембриджского университета, который окончил в 1880 году.
В 1883 г. избран профессором греческого языка в Куинс-колледже, затем диснеевским профессором археологии в Кембриджском университете в 1892 г. Также читал гиффордовские лекции по религии в Абердинском университете в 1909—1911 годах. Рыцарь Ордена Бани (1919).
Автор статей в Encyclopaedia Biblica и Encyclopædia Britannica (1911).
В 1908-1910 годах — президент Королевского антропологического института.
Одним из первых высказал мысль о том, что наименование «минойская цивилизация» в честь царя Миноса могло быть ошибочным, так как рассматривал Миноса как представителя греческих вторженцев, а не коренного населения острова.

## Научные труды

### Монографии
- Origin of metallic currency and weight standards. — 1892.
- The early age of Greece. — 1901. — Vol. vol. 1.[4]
- The origin and influence of the thoroughbred horse. — 1905.[5]
- The origin of tragedy, with special reference to the Greek tragedians. — 1910.
- The dramas and dramatic dances of non-European races, in special reference to the origin of Greek drama. — 1915.

### Статьи
- The Greek trade-routes to Britain. — 1899.
- The date of the first shaping of the Cuchulainn saga. — 1905.
- Who were the Romans?. — 1907.
- Minos the destroyer rather than the creator of the so-called 'Minoan' culture of Cnossus. — 1910.